# NGC 10
NGC 10 è una galassia a spirale barrata di magnitudine apparente 12,3 situata nella costellazione dello Scultore.

## Supernovae
Il 22 dicembre 2011 è stata individuata la supernova di tipo II P SN2011jo dall'astrofilo Stu Parker. Il massimo di luminosità è stato raggiunto il 1 gennaio 2012 con magn. +16,3.